# Herrarnas hopp i gymnastik vid olympiska sommarspelen 1992
Herrarnas hopp i gymnastik vid olympiska sommarspelen 1992 avgjordes den 27 juli-2 augusti i Palau d'Esports de Barcelona.

## Medaljörer
| Gren           | Guld               | Silver                | Brons                |
| Herrarnas hopp | Vitalj Stjerbo OSS | Hryhorij Misiutin OSS | Yoo Ok Ryul Sydkorea |

## Resultat

### Final
| Placering | Gymnast                    | Poäng |
| --------- | -------------------------- | ----- |
|           | Vitalj Stjerbo (EUN)       | 9.856 |
|           | Hryhorij Misiutin (EUN)    | 9.781 |
|           | Yoo Ok-Ryul (KOR)          | 9.762 |
| 4         | Li Xiaoshuang (CHN)        | 9.731 |
| 5         | Zoltan Supola (HUN)        | 9.674 |
| 6         | Sylvio Kroll (GER)         | 9.662 |
| 7         | Szilveszter Csollány (HUN) | 9.524 |
| 8         | Yutaka Aihara (JPN)        | 9.450 |